# Alla Surikova
Alla Iljinitjna (Isakovna) Surikova (född Zaslavskaja), född den 6 november 1940 i Kiev, Ukrainska SSR, Sovjetunionen, är en sovjetisk och rysk filmregissör, manusförfattare och lärare. Hon blev år 2000 utnämnd till Folkets artist i Ryssland.

## Biografi
Alla Surikova föddes den 6 november 1940 i Kiev. Hennes mor hette Sofia Jasinovskaja och hennes far hette Ilja (Isak) Zaslavskij.
Hon tog examen 1965 från den filologiska fakulteten vid Kievs universitet med en examen i det ryska språket och litteratur, medan hon studerade matematisk lingvistik. I slutet av 1960-talet kom Surikova till filmbranschen, där hon arbetade som assisterande regissör med TV-filmen          "Malenkij skolnyj orkestr" (1968) med regissörerna Aleksandr Muratov och Nikolaj Rasjejev och på filmen "Umeete li vy zjit?" (1970) regisserad av Aleksandr Muratov.
Surikova är också upphovsperson till den humoristiska journalfilmserien för barn, Jeralasj som startade 1972.
1973 tog hon examen från en tvåårig högskolekurs för manusförfattare och regissörer, där hon studerade vid avdelningen för barnfilmsregissörer med Georgij Danelija som konstnärlig ledare. Hennes examenskortfilm "Lzjinka, eller en liten lögn och stora besvär" tilldelades 1974 priset "För bästa regi" av Ukrainska SSR:s statliga kommitté för film vid den allunionella filmfestivalen "Molodost" (Ungdom).
Sedan 1997 leder hon en regissörsstudio vid Allryska institutet för omskolning och vidareutbildning av filmarbetare. 1999 grundade hon den ideella filmstudion Positiv-film .
Mellan 2002 och 2015 ledde hon tillsammans med Vladimir Fokin en studio för spelfilmsregi och sedan 2020 leder hon tillsammans med Andrej Dobrovolskij en studio för genrefilm vid Gerasimovinstitutets högre kurser för manusförfattare och regissörer.
År 2002 skrev hon boken "Kärlek vid andra ögonkastet" (Ljubov so vtorogo vzgljada).
Sedan 1999 leder hon komedifilmfestivalen ”Le, Ryssland!"

Mellan 2007 och 2008 var hon medlem i partistyrelsen i det politiska partiet Medborgarkraft (Grazjdanskaja sila) .
Sedan 2011 leder hon Sachalins internationella filmfestival "Världens ände" (Kraj sveta)  .